# Governo Glavčev I
Il Governo Glavčev I è stato il 103º governo della Bulgaria, in carica per 4 mesi 18 giorni dal 9 aprile al 27 agosto 2024 (sebbene dimissionario dal 23 giugno).
Esso è stato nominato in concomitanza con lo scioglimento anticipato dell'Assemblea nazionale, in seguito alla mancata soluzione alla crisi di governo scaturita al momento del processo di rotazione in seno al Governo Denkov, come governo di transizione avente il compito di traghettare il paese alle successive elezioni parlamentari del giugno dello stesso anno.

## Storia

### Formazione
In seguito al prospettato fallimento del processo di rotazione all’interno del Governo Denkov (nonostante i numerosi incontri, sebbene invano, volti a risanare la crisi) ed al ritiro anche del partito GERB (il più grande in assemblea e nel governo uscente), il Presidente Rumen Radev, al fine di assicurare la stabilità politica secondo la Costituzione, ha incontrato le varie parti politiche, conferendo una serie di mandati di formazione per ricostruire una maggioranza governativa, tuttavia senza successo.
In conseguenza di ciò, dunque, viste le impossibilità in tal senso, secondo l’Art. 99 della Costituzione, il Presidente si è visto obbligato a nominare un capo del governo ad interim che, in consultazione con i gruppi parlamentari e con il Primo ministro uscente, è stato definito in Dimităr Glavčev (già capo della Corte dei conti del paese). Tale provvedimento è dunque stato attuato il 29 marzo, sciogliendo successivamente l’Assemblea nazionale ed indicendo nuove elezioni con un posteriore decreto del 9 aprile, data di entrata in carica dell’esecutivo temporaneo.

### Dimissioni
In seguito alle elezioni parlamentari del giugno del 2024, il governo è stato automaticamente dimesso, secondo la Costituzione, al fine di favorire l’inizio dei negoziati per la formazione di un nuovo esecutivo.

## Situazione parlamentare
| Camera              | Posizione sul governo | Partiti                                                       | Seggi     |
| ------------------- | --------------------- | ------------------------------------------------------------- | --------- |
| Assemblea Nazionale | Concordi              | GERB-SDS (67), PP-DB (35), BSPzB (23)                         | 125 / 240 |
| Assemblea Nazionale | Cooperanti o Neutrali | Cooperanti: DPS/HÖH (34) Neutrali: ITN (11), Indipendenti (5) | 50 / 240  |
| Assemblea Nazionale | Discordi              | V (37), PP-DB (28)                                            | 65 / 240  |

Il Governo è potuto entrare in carica anche senza un esplicito avallo parlamentare poiché, secondo la Costituzione bulgara, in tempi di crisi il Presidente della Repubblica è autorizzato a nominare un governo temporaneo.

## Composizione
Il Governo era composto da 19 ministri (compreso il Primo ministro).
     Indipendenti di area Cittadini per lo Sviluppo Europeo della Bulgaria (GERB)
     Partito Socialista Bulgaro (BSPzP) e affiliati
     Indipendenti di area Continuiamo il Cambiamento (PP)
     Indipendenti
| Carica                                                    | Titolare | Titolare | Titolare                                          | Partito politico | Partito politico |
| --------------------------------------------------------- | -------- | -------- | ------------------------------------------------- | ---------------- | ---------------- |
| Primo ministro                                            |          |          | Dimităr Glavčev                                   | Indipendente     |                  |
| Vice Primo ministro Ministro delle Finanze                |          |          | Ljudmila Petkova                                  | Indipendente     |                  |
| Ministro degli Affari esteri                              |          |          | Stefan Dimitrov (fino al 22 aprile 2024)          | Indipendente     |                  |
| Ministro degli Affari esteri                              |          |          | Dimităr Glavčev (ad interim) (dal 22 aprile 2024) | Indipendente     |                  |
| Ministro degli Affari interni                             |          |          | Kalin Stojanov                                    | Indipendente     |                  |
| Ministro della Difesa                                     |          |          | Atanas Zaprjanov                                  | Indipendente     |                  |
| Ministro dell’Economia e dell’Industria                   |          |          | Petko Nikolov                                     | Indipendente     |                  |
| Ministro dello Sviluppo regionale e delle Opere pubbliche |          |          | Violeta Koritarova                                | Indipendente     |                  |
| Ministro della Giustizia                                  |          |          | Marija Pavlova                                    | Indipendente     |                  |
| Ministro dei Trasporti e delle Comunicazioni              |          |          | Georgi Gvozdejkov                                 | Indipendente     |                  |
| Ministro del Lavoro e delle Politiche sociali             |          |          | Ivajlo Ivanov                                     | Indipendente     |                  |
| Ministro della Salute                                     |          |          | Galja Kondeva                                     | Indipendente     |                  |
| Ministro dell'Istruzione e della Scienza                  |          |          | Galin Cokov                                       | Indipendente     |                  |
| Ministro della Cultura                                    |          |          | Najden Todorov                                    | Indipendente     |                  |
| Ministro dell'Agricoltura, Alimentazione e Foreste        |          |          | Kiril Vătev (fino al 22 aprile 2024)              | Indipendente     |                  |
| Ministro dell'Agricoltura, Alimentazione e Foreste        |          |          | Georgi Tahov (dal 22 aprile 2024)                 | Indipendente     |                  |
| Ministro della Crescita e dell'Innovazione                |          |          | Rosen Karadimov                                   | BSPzP            |                  |
| Ministro degli Affari digitali                            |          |          | Valentin Myndrov                                  | Indipendente     |                  |
| Ministro dell'Energia                                     |          |          | Vladimir Malinov                                  | Indipendente     |                  |
| Ministro del Turismo                                      |          |          | Evtim Miloshev                                    | Indipendente     |                  |
| Ministro dell'Ambiente e delle Acque                      |          |          | Petăr Dimitrov                                    | Indipendente     |                  |
| Ministro della Gioventù e dello Sport                     |          |          | Georgi Glouchkov                                  | Indipendente     |                  |